# 애니콜 아몰레드 빔
애니콜 아몰레드 빔(Anycall AMOLED Beam)는 삼성전자가 2010년 4월 14일에 출시한 휴대 전화이다. 애니콜 햅틱 빔의 후속 기종으로 출시되었으며, 1000:1 명암비를 가진 텍사스 인스트루먼트의 DLP 프로젝터 모듈을 탑재하고 최대 60인치의 화면 투사 크기를 지원한다.

## 주요 기능
- 무비 플레이어 (DVD급 DivX, MP4 재생)
- 파일 뷰어 (워드, 파워포인트, 엑셀, PDF 파일 뷰어)
- 모닝 빔
- 컬러 손전등
- 그림자 놀이
- 무드 메이커
- 실물 화상기

## 지원 동영상
- MPEG-4/AAC (Simple) 800*480 @ 2000mbps
- DivX/MP3 640*480 @ 1500mbps (1200mbps에서 안정적)
- XviD/MP3 640*480 @ 1500mbps (1200mbps에서 안정적)

## 지원 주파수
- GSM: 900/1800/1900 Mhz
- WCDMA: 2100 Mhz

(KT외엔 MMS, WAP을 지원하지 않음. APN 수정불가.)